# 9th Delaware Infantry
Le 9th DelawareVolunteer Infantry Regiment est un régiment d'infanterie qui a servi dans l'armée de l'Union entre le 30 août 1864 et 23 janvier 1865, au cours de la guerre de Sécession.

## Service
Le régiment est organisé à Wilmington, Delaware, pour un service de cent jours le 30 août 1864. Tout de suite, il est affecté à la garde du fort Delaware pour garder les prisonniers. 
Il remplace le 6th Delaware Infantry qui arrive au terme de son engagement.
Le 23 janvier 1865, il est libéré du service. Au cours de son service, le régiment perd onze hommes de maladie.